# Halfapen
De halfapen (Strepsirrhini) zijn een primitieve groep primaten. Ze worden zo genoemd omdat ze erg op apen lijken, maar het niet zijn. Ze hebben kleinere en eenvoudigere hersenen, een lange snuit, en een gevoeliger reukorgaan dan echte apen.
Apen en halfapen hebben hoogstwaarschijnlijk dezelfde voorouders. Deze leken veel op de huidige halfapen. De apen hebben zich verder ontwikkeld, grotere hersenen gekregen, en zijn handiger geworden bij het zoeken naar voedsel. De halfapen bleven de kenmerken van insecteneters houden (spitse snuit met snorharen en een natte neus) en hielden hun kleine hersenen. Toch horen ze ook tot de primaten, onder meer door hun handen en voeten, en hun platte nagels.
Halfapen leven enkel in de tropische gebieden van Afrika en Azië. Op de continenten zijn allen nachtdieren met grote ogen, alleen op het eiland Madagaskar hebben zich gedurende miljoenen jaren bijzondere soorten ontwikkeld, waarvan sommige wel overdag actief zijn. Op dit eiland zijn nooit echte apen doorgedrongen, en dus hadden de halfapen hier geen concurrentie.
Tot de halfapen behoren de lemuren van Madagaskar, de galago's en potto's uit Afrika en de lori's uit Azië. Bijzonder zijn de zogenoemde spookdiertjes: ze hebben kenmerken van zowel apen als halfapen.

## Evolutie
Aan het begin van het Eoceen verschenen de eerste echte primaten. De oorsprong van de groep ligt waarschijnlijk in Azië. Er vond al vroeg een splitsing plaats in de ontwikkelingslijn van de apen enerzijds en de halfapen anderzijds. Op de noordelijke continenten (Noord-Amerika, Europa en Azië) was de Adapiformes algemeen. Deze subgroep van halfapen stierf uiteindelijk in het Laat-Mioceen uit door afkoeling van het klimaat en daardoor het verdwijnen van de uitgestrekte subtropische en tropische bosgebieden. De andere subgroep van de halfapen, de Lemuriformes, ontwikkelde zich in het Vroeg-Eoceen in noordelijk Afrika. De lori's komen vanaf het Laat-Eoceen voor in Afrika en Azië. Fossiele vertegenwoordigers van de families van Madagaskar zijn beperkt tot dit eiland en gaan niet verder terug dan het Pleistoceen. Bekend zijn vooral de reuzenmaki's van het geslacht Megaladapis, die vermoedelijk door mensen werden uitgeroeid.

## Taxonomie

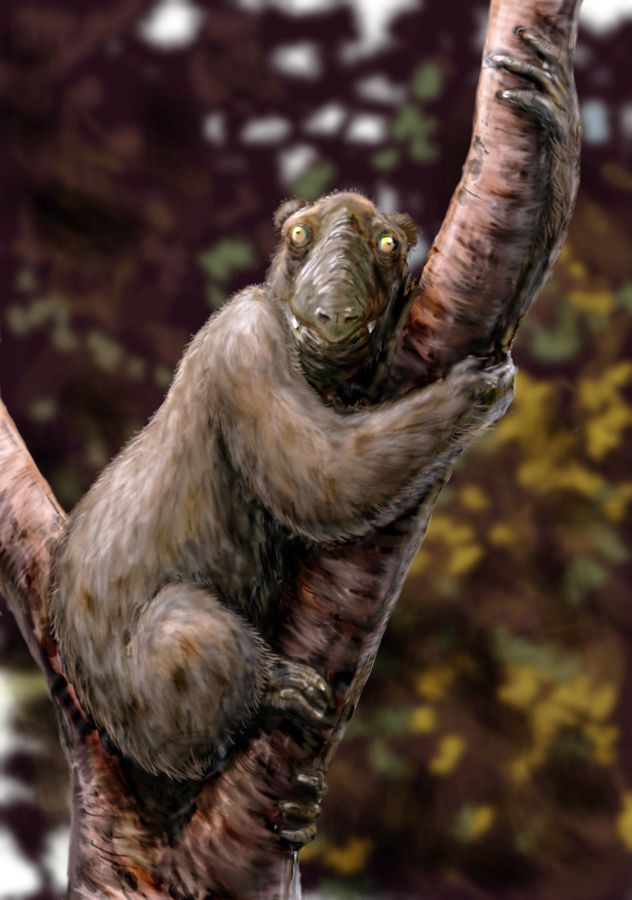
Een Megaladapis (uitgestorven), zittend op een tak.

- Onderorde: Strepsirrhini (Halfapen)
  - Infraorde: Adapiformes †
    - 
      - Familie: Adapidae †
      - Familie: Notharctidae †
      -  Familie: Sivaladapidae †

  - Infraorde: Lemuriformes
    - Superfamilie: Cheirogaleoidea (Dwergmaki's)
      -  Familie: Cheirogaleidae (Dwergmaki's)

    -  Superfamilie: Lemuroidea
      - Familie: Archaeolemuridae †
      - Familie: Daubentoniidae (Vingerdieren)
      - Familie: Indriidae (Indriachtigen)
      - Familie: Lemuridae (Maki's)
      - Familie: Lepilemuridae (Wezelmaki's)
      - Familie: Megaladapidae †
      -  Familie: Palaeopropithecidae †

  -  Infraorde: Lorisiformes (Lori's en galago's)
    - 
      - Familie: Galagidae (Galago's)
      -  Familie: Lorisidae (Loriachtigen)
        - Onderfamilie: Lorisinae (Lori's)
        -  Onderfamilie: Perodicticinae (Potto's en angwantibo's)